# Oriol Bohigas i Guardiola
|  | «Oriol Bohigas» redirigeix aquí. Vegeu-ne altres significats a «Oriol Bohigas i Martí». |

Oriol Bohigas i Guardiola   (Barcelona, 20 de desembre de 1925 - Barcelona, 30 de novembre de 2021) fou un arquitecte i urbanista català.

## Biografia
Va néixer a la ciutat de Barcelona, fill de Pere Bohigas i Tarragó (Barcelona 1886-1948) i Maria Guardiola i Ferrer (Barcelona, 1895-1980) i net de Joan Bohigas i Andreu, nascut a Sant Feliu Sasserra (vegeu fàbrica de xarops i orxates Tarragó i Bohigas). El 1943 ingressà a l'Escola Tècnica Superior d'Arquitectura de Barcelona, on es gradua el 1951. L'any 1961 aconseguirà el títol de Tècnic Diplomat en Urbanisme i el 1963 el títol de Doctor Arquitecte.
Membre fundador del grup editorial Edicions 62 del que fou president del 1975 fins al 1999, entre 1981 i 1988 fou president de la Fundació Joan Miró. Del 2003 al març 2011 va ser president de l'Ateneu Barcelonès, càrrec des del qual va iniciar la restauració i millora de l'edifici i de la seva biblioteca.
L'any 1986 va rebre la Medalla d'Or al Mèrit Artístic de la Ciutat de Barcelona, el 1988 la Medalla d'Urbanisme de l'Académie d'Architecture de Paris i el 1990 li fou concedida la Medalla d'Or de l'Arquitectura, del Consejo Superior de los Colegios de Arquitectos de España, que comparteix amb Francisco de Asís Cabrero. L'any 1991 fou guardonat amb la Creu de Sant Jordi concedida per la Generalitat de Catalunya i el 1994 va ser l'encarregat de realitzar el pregó de les Festes de la Mercè de Barcelona, amb un discurs que va girar al voltant dels principis de la llibertat, la igualtat i la fraternitat. L'any 1999 obtingué el Premi Ciutat de Barcelona a la Projecció Internacional atorgat per l'Ajuntament de Barcelona. El 2006 li van concedir la Medalla Francesc Macià de la Generalitat de Catalunya, i el 2008 va rebre el Premio Nacional de Arquitectura 2006, concedit pel Ministeri d'Habitatge d'Espanya. El 2011 fou guardonat amb el Premi Nacional de Cultura a la Trajectòria Professional i Artística concedit per la Generalitat de Catalunya CoNCA "per la seva tasca meritòria i brillant al capdavant de les diverses entitats i empreses culturals que ha presidit o dirigit".
Era Acadèmic d'Honor de la Reial Acadèmia Catalana de Belles Arts de Sant Jordi i de la Real Academia de Bellas Artes de San Fernando, i també soci d'honor del Cercle Artístic de Sant Lluc, del qual havia estat el primer secretari a la reobertura, l'any 1951, després del tancament a causa de la Guerra Civil.

## Carrera artística

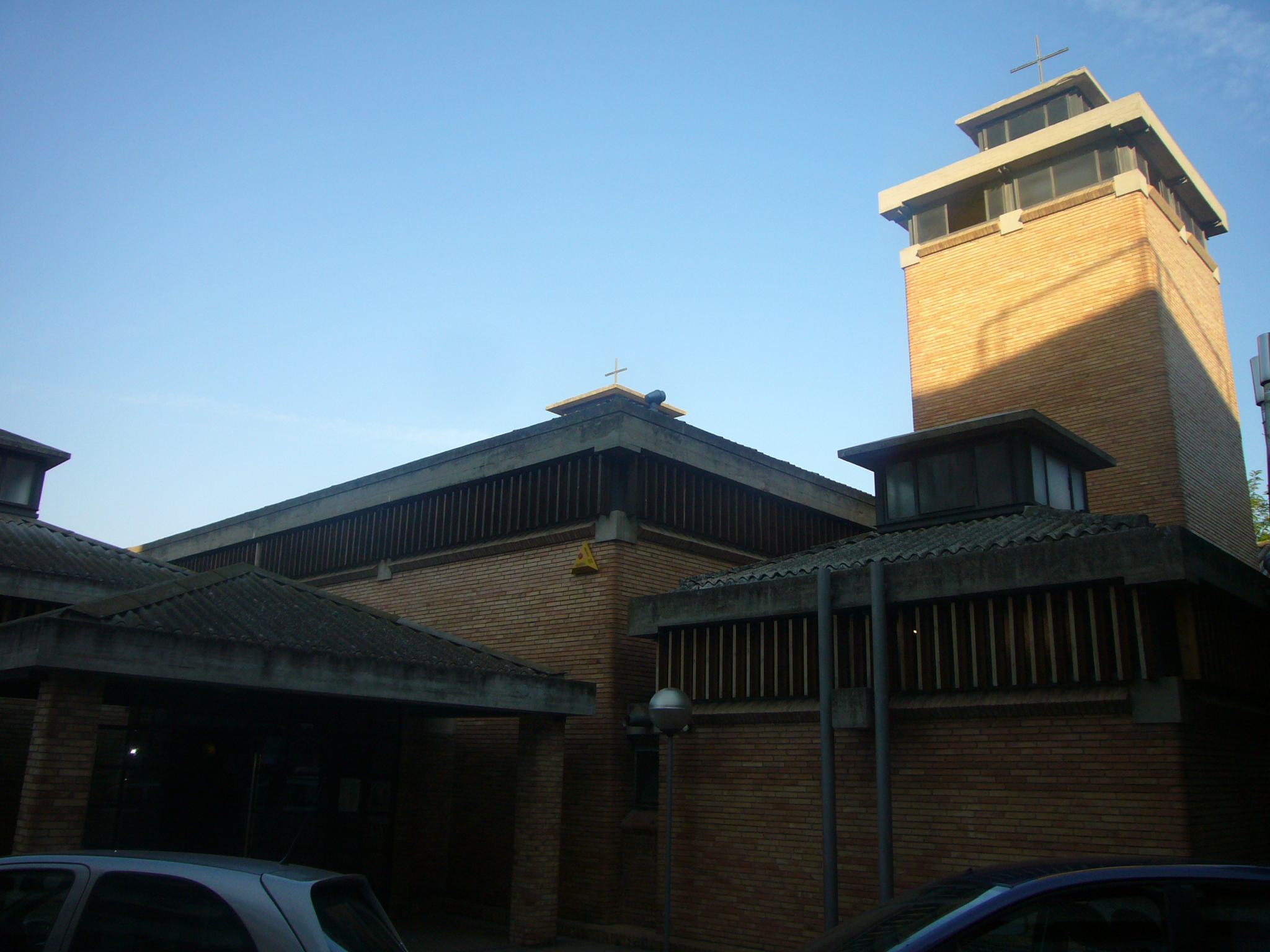
Església de la Sagrada Familia, a Igualada (1965-69)

En acabar els seus estudis, l'any 1951 va fundar amb altres arquitectes el Grup R. Aquell mateix any s'associà amb Josep Maria Martorell i el 1962 amb David Mackay per formar l'estudi d'arquitectura MBM Arquitectes. Més tard, l'any 2000 s'hi incorporen com a nous socis els arquitectes Oriol Capdevila i Arús i Francesc Gual i Traginé. Amb ells ha realitzat diversos projectes com el grup d'habitatges a la Ronda del Guinardó a Barcelona (1964), l'Escola Garbí (1965), la seu de l'Editorial Destino a Badalona (1967), l'Església Parroquial de la Sagrada Família a Igualada (1969), l'Escola Thau a Barcelona (1974), edifici d'habitatges a la Kochstrasse a Berlín (Alemanya) (1992), la Vila Olímpica de Barcelona i el Port Olímpic de Barcelona (1992), l'ampliació de El Corte Inglés de la plaça de Catalunya (1993) l'edifici d'oficines Palau Nou de la Rambla a Barcelona (1993), l'edifici de la Universitat Pompeu Fabra a Barcelona (2001), la remodelació completa de El Corte Inglés de la plaça de Francesc Macià (2004), l'edifici del Tecnocampus de Mataró (2011) i recentment l'edifici Disseny HUB (DHUB) a la Plaça de les Glòries de Barcelona (2013).
L'any 1973 MBM Arquitectes juntament amb el dissenyador Lluís Pau i Corominas, funden l'Estudi IDP, un estudi dedicat exclusivament al disseny, l'interiorisme i el muntatge d'exposicions.
Professor de l'Escola Tècnica Superior d'Arquitectura de Barcelona des del 1964 i el 1977 en fou nomenat director, càrrec que abandonà el 1980 per esdevenir delegat de l'àrea d'urbanisme de l'Ajuntament de Barcelona fins al 1984. Des d'aquell moment va passar a ser conseller urbanístic de l'Ajuntament, càrrec des del qual va projectar la política urbanística de grans obres que va permetre a Barcelona ser la seu dels Jocs Olímpics d'estiu de 1992. Finalment l'any 1991 fou nomenat Regidor de Cultura de l'Ajuntament de Barcelona càrrec que exercí fins al 1994.
Les seves obres han estat guardonades diverses vegades amb el Premi FAD, del qual en fou un dels seus impulsors, els anys 1959 (Pallars), 1962 (Escorial), 1966 (Borrell), 1979 (Illa La Salut), 1984 (Palau Pons i Pasqual), 1990 (Presentació del Canal +, amb Lluis Pau) i 1991 (Port Olímpic de Barcelona, amb Albert Puigdomènech). L'any 2001 reben el Premi Ciutat de Barcelona d'Arquitectura i Urbanisme, per la reestructuració de les casernes Roger de Llúria de Barcelona, par ubicar l'edifici de la Universitat Pompeu Fabra.
Era Catedràtic Emèrit per la Universitat Politècnica de Catalunya i Doctor Honoris Causa per la Universidad Menéndez y Pelayo de Santander.

## Treballs recents[13]
- Edifici d'oficines pel sindicat UGT. Barcelona (2002-2008)
- Tecnocampus Mataró (2004-2011)
- Estació de metro del Liceu. Barcelona (2005-2008)
- Auditori i Sala Gaudí. Casa Milà (La Pedrera). Barcelona (2005-2008)
- Comissaria de Mossos d'Esquadra i oficines del Servei Català de Trànsit de Plaça Espanya. Barcelona (2005-2010)
- Torre Blanca, Plaça Europa (2006-2010)
- La casa dels Xuklis (2006-2011)
- Edifici d'oficines per RBA Editors. Barcelona (2007-2011)
- DHUB (2001-2013)
- Grup Escolar Abat Marcet

## Llibres publicats
Llista de llibres destacats que ha publicat:
- 1963 - Barcelona entre el Pla Cerdà i el barraquisme.
- 1968 - Arquitectura Modernista; (1969) Architettura Modernista, Gaudí e il movimento catalano.
- 1968 - Les Escoles Tècniques Superiors i l'estructura professional.
- 1969 - Contra una arquitectura adjetivada.
- 1970 - La arquitectura española de la Segunda República; (1978) Architettura spagnola della Seconda Repubblica.
- 1970 - Polèmica d'arquitectura catalana.
- 1972 - (1983) Reseña y catálogo de la arquitectura Modernista.
- 1972 - (1978) Proceso y erótica del diseño.
- 1976 - Once arquitectos.
- 1978 - Catalunya, arquitectura i urbanisme durant la República.
- 1984 - Reconstrucció de Barcelona;[14] (1986) Reconstrucción de Barcelona; (1992) Ricostruire Barcellona.
- 1989 - Combat d'incerteses. Dietari de Records; (1991) Desde los años inciertos.
- 1998 - Modernidad en la arquitectura de la España republicana.
- 1992 - Dit o fet. Dietari de records II; (1996) Entusiasmos compartidos y batallas sin cuartel.
- 1993 - Gràcies i desgràcies culturals de Barcelona.[15]
- 1996 - El Present des del Futur. Epistolari Públic (1994-1995).
- 1998 - Del dubte a la revolució. Epistolari públic 1995-1997; (2003) Tra Strada del Dubbio e Piazza della Revoluzione. Epistolario sulle arti, l'architettura e l'urbanistica.
- 2003 - Realismo, urbanidad y fracasos.
- 2003 - Cartes de la Baralla. Epistolari públic sobre cultura i política.
- 2004 - Modernité en l'architecture dans l'espagne républicaine.
- 2004 - Contra la incontinencia urbana. Reconsideración moral de la arquitectura y la ciudad; (2004) Contra la incontinència urbana. Reconsideració moral de l'arquitectura i la ciutat; (2008) Contro l'incontinenza urbana. Riconsiderazione morale sull'architettura e la città.
- 2005 - Epistolario 1951-1994.
- 2012 - Passar Comptes. Dietari de records III.